# 韩琦

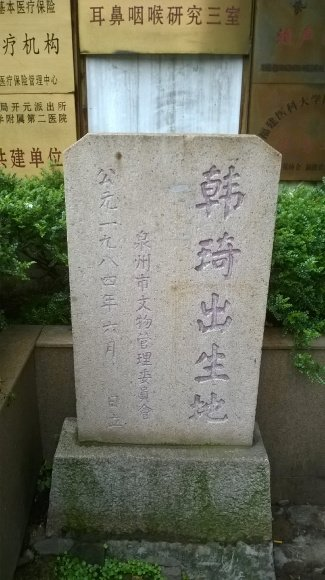
泉州韩琦出生地纪念碑

韓琦（1008年8月5日—1075年8月12日），字稚圭，自号赣叟，出生于泉州（今福建省泉州市鲤城区），相州安阳人（今河南省安阳市），北宋政治家，词人。謚忠獻。他是天聖五年進士第二名，其後與范仲淹等主持慶曆新政。仁宗嘉祐重返中央，先後擔任樞密使、集賢相和昭文相。在擔任首相的十年間，他輔弼三朝，也參與了英宗和神宗的冊立，被譽爲“兩朝定策元勳”。官至永興軍節度使、守司徒兼侍中、魏國公，死後贈尚書令、配享於英宗廟廷，徽宗朝追封魏郡王。其長子韓忠彥、曾孫韓侂冑都先後擔任宰相。

## 生平
北宋真宗大中祥符元年七月初二（1008年8月5日），韩琦在泉州出生，时其父韩国华为當地知州，其母是韩国华的婢女连理。韩家为世宦之家，父亲韩国华官至右谏议大夫知泉州。韩琦3岁时，父母去世，由诸兄扶养，“既长，能自立，有大志气。端重寡言，不好嬉弄。性纯一，无邪曲，学问过人”。
天圣五年（1027年）进士一甲第二名，釋褐授將作監丞、通判淄州，其同年進士包括狀元王堯臣、探花趙概，以及後來擔任宰執的文彦博、包拯、吴育等名臣。
在馆阁，同馆王拱辰、葉定基时有喧争，韩琦坐在幕室中阅卷，就像没有听见。景祐元年（1034年）九月，迁开封府推官。二年十二月，迁度支判官，授太常博士。三年八月，拜右司谏。 康定元年（1040年）官陕西帅臣，韓琦主张集中兵力进攻西夏，拒絕范仲淹的用兵建議，其率領之部隊在六盘山（宁夏隆德）下好水川（甜水河）與張元指揮之西夏軍交戰戰敗，為好水川之戰。此役宋軍慘敗，最後戰死近7萬人。
此役戰敗後，韓琦始接受范仲淹的戰爭方案，與范協作同抗御西夏，时称“韩范”。韩琦范仲淹两人守边疆时间长，又名重一时，時边区民有歌唱：「军中有一韩，西贼闻之心胆寒。军中有一范，西贼闻之惊破胆。」。
庆曆三年（1043年），韓琦重返中央，出任枢密副使。贊成范仲淹、富弼等人推行慶曆新政。
嘉祐元年（1056年），朝廷任命韩琦为三司使，在他抵达汴京前，改任命为樞密使。嘉祐二年（1057年），蘇轍進士及第，不久就給樞密使韓琦寫信，希望得到他的提攜，這封信也就是後來著名的《上樞密韓太尉書》。嘉祐三年（1058年）六月，任次相同中书门下平章事、集贤殿大学士。嘉祐六年（1061年）闰八月，转任首相昭文馆大学士、監修国史，封仪国公。嘉祐八年（1063年），英宗即位后，任命韩琦为山陵使，负责宋仁宗的丧事，加封门下侍郎，爵位進封衞國公。曹太后还政后，宋英宗任命韩琦为右仆射，封魏國公。宋神宗即位后，韩琦守司空兼侍中，位至三公，並出任宋英宗的山陵使。在宋英宗的棺椁下葬永厚陵后，韩琦主动从朝廷辞职，以镇安、武胜兩鎮节度使兼使相出判相州，其官階晉升為守司徒、檢校太師、兼侍中。韓琦以“臣僚未嘗有此除授”爲由，推辭了兩鎮節度使的任命，朝廷遂改命為淮南節度使、判相州。後因邊事改判永兴军、大名府等地。作为元老重臣，他一直反对王安石变法，宋神宗一度有所感悟：“琦真忠臣，朕始谓可以利民，不意害民如此。且坊郭安得青苗？而使者亦强与之。”
熙宁八年六月廿八（1075年8月12日），在故鄉相州病死，终年67虚岁。贈尚書令，諡忠獻，配享英宗廟庭。后遗作编为《安阳集》。

## 韩琦墓
《河朔訪古記》中记载：「按：公薨於相之府治，神宗震悼，命陪葬山陵，其家懇辭，乃命入內都知張茂則，敕葬公於安陽縣西北三十裏豐安鄉。天子禦製碑文，題曰：“兩朝顧命定策元勳之碑”，命龍圖閣學士宋敏求，即墳所書。冊賜守墳寺曰“傅孝報先之寺”雲。」——其中，“安阳县西北三十里丰安乡”即今之丰安村北的皇甫屯村，原墓因为南水北调中线占地，于2010年整体就近搬迁。

## 評價
- 韩琦“相三朝，立二帝”，当政十年，与富弼齐名，号称贤相。欧阳修称其“临大事，决大议，垂绅正笏，不动声色，措天下于泰山之安，可谓社稷之臣”。
- 王夫之稱“三代以还，能此者，唯韩魏公而已”[7]。

## 子女
六子：
- 韩忠彦：官至尚書左僕射兼門下侍郞，宣奉大夫致仕
- 韩端彦：朝散大夫知祁州
- 韩良彦：秘書省校書郎
- 韩纯彦：徽猷閣直學士、提舉萬壽觀
- 韩粹彦：龍圖閣學士、宣奉大夫、中山府路安撫使兼知定武軍府
- 韩嘉彦：瀛海軍承宣使

## 延伸阅读
[在维基数据编辑]
 《宋史·卷312》，出自脱脱《宋史》
 在维基共享资源阅览影像